# DFS Classic 1984
Il DFS Classic 1984  è stato un torneo di tennis giocato sull'erba. È stata la 3ª edizione del DFS Classic, che fa parte del Virginia Slims World Championship Series 1984. Si è giocato al Edgbaston Priory Club a Birmingham in Inghilterra, dall'11 al 17 giugno 1984.

## Campionesse

### Singolare
Pam Shriver ha battuto in finale  Anne White con il punteggio di 7–6, 6–3

### Doppio
Leslie Allen /  Anne White hanno battuto in finale  Barbara Jordan /  Elizabeth Smylie con il punteggio di 7–5, 6–3